# Mardock Scramble
Mardock Scramble (マルドゥック・スクランブル, Marudoku Sukuranburu) est une série de trois romans écrits par Tow Ubukata et illustré par Katsuya Terada entre mai et juillet 2003. La série a ensuite connu une adaptation en manga, toujours écrit par Tow Ubukata mais dessiné par Yoshitoki Oima. Trois films d'animation ont également vu le jour.

## Synopsis
« Pourquoi moi ? » fut la dernière pensée de Rune Balot, adolescente prostituée brûlée vive par un tueur en série. Ramenée à la vie grâce à une incroyable technologie, Rune se réveille totalement transformée en cyborg. Mise au point par le docteur Easter, cette technique de cybernétique, normalement interdite, a été autorisée par un amendement spécial : le « Mardock Scramble 09 ». En échange de cette seconde chance, la jeune cyborg va devoir plonger dans les bas-fonds de Mardock City, une mégalopole où règnent la violence et le désespoir, à la recherche du psychopathe qui lui a ôté la vie...

## Light novel
La série de light novels est écrite par Tow Ubukata et illustrée par Katsuya Terada. Elle a été prépubliée dans le magazine S-F Magazine en 2003. Le premier volume relié est sorti en mai 2003, tandis que le troisième et dernier est sorti en juillet 2003. Une préquelle intitulée Mardock Velocity a également vu le jour. Hors du Japon, la série est éditée par VIZ Media en anglais.

## Manga
Le manga a été prépublié entre octobre 2009 et mai 2012 dans le magazine Bessatsu Shōnen Magazine de l'éditeur Kōdansha, et a été compilé en un total de sept tomes.
| no | Japonais        | Japonais          |
| no | Date de sortie  | ISBN              |
| -- | --------------- | ----------------- |
| 1  | 17 mars 2010    | 978-4-06-384278-4 |
| 2  | 17 août 2010    | 978-4-06-384353-8 |
| 3  | 15 octobre 2010 | 978-4-06-384389-7 |
| 4  | 7 janvier 2011  | 978-4-06-384408-5 |
| 5  | 9 juin 2011     | 978-4-06-384499-3 |
| 6  | 9 décembre 2011 | 978-4-06-384574-7 |
| 7  | 8 juin 2012     | 978-4-06-384698-0 |

## Anime

### OAV
Une adaptation en OAV produite par le studio Gonzo et réalisée par Yasufumi Soejima a été annoncée en février 2005 pour une sortie fin 2006. Le projet a finalement été annulé en décembre 2006.

### Films d'animation
La production d'un trilogie de films d'animation a été annoncée début 2010,.
- Le premier, The First Compression, est sorti dans les cinémas japonais le 6 novembre 2010[7] et en France directement en DVD et Blu-ray le 8 février 2012[8],[9].

- Le deuxième, The Second Combustion, est sorti au Japon le 3 septembre 2011[10], et en France le 21 novembre 2012[11],[12].

- Le troisième, The Third Exhaust, est sorti au Japon le 29 septembre 2012[13], et en France le 12 février 2014[14].

## Film en prise de vues réelles
Le 30 mai 2012, Dentsu et Hayakawa Publishing ont annoncé avoir les droits pour produire une adaptation en film en prise de vues réelles. Toutefois, le 31 mai 2012, Yoshihiro Shiozawa a annoncé que les droits n'étaient pas encore vendus.